# 사이다처럼 말이 톡톡 솟아올라
《사이다처럼 말이 톡톡 솟아올라》(サイダーのように言葉が湧き上がる)는 2020년에 상하이국제영화제에서 상영된 일본 영화이다. 2021년 넷플릭스에서 방영했다.

## 출연진

### 주연
- 이치카와 소메고로 - 체리 역
- 스기사키 하나 - 스마일 역
- 한 메구미 - 비버
- 야마데라 코이치 - 후지야마 역

### 조연
- 하나에 나츠키 - 재팬 역
- 우메하라 유이치로 - 터프보이 역
- 나카지마 메구미 - 쥬리 역
- 모로호시 스미레 - 마리 역
- 이노우에 키쿠코 - 후지야마 츠바키 역
- 카미야 히로시 - 고이치 역
- 사카모토 마야 - 마리아 역

## 수상
- 2020년 제23회 상하이국제영화제 후보 금잔상 - 애니메이션
- 2020년 제33회 도쿄국제영화제 후보 일본 애니메이션